# International Challenger Zhangjiagang 2023
L'International Challenger Zhangjiagang 2023 è stato un torneo maschile di tennis professionistico giocato sul cemento. È stata la 4ª edizione del torneo, facente parte della categoria Challenger 75 nell'ambito dell'ATP Challenger Tour 2023. Si è giocato all'Accademia tennistica cinese Zhangjiagang di Zhangjiagang, in Cina, dal 28 agosto al 3 settembre 2023.

## Partecipanti

### Teste di serie
| Nazionalità   | Giocatore         | Ranking* | Testa di serie |
| ------------- | ----------------- | -------- | -------------- |
| Cina          | Bu Yunchaokete    | 215      | 1              |
| Francia       | Térence Atmane    | 218      | 2              |
| Giappone      | Kaichi Uchida     | 240      | 3              |
| Giappone      | Rio Noguchi       | 251      | 4              |
| Australia     | Li Tu             | 255      | 5              |
| Taipei cinese | Jason Jung        | 256      | 6              |
| Lituania      | Ričardas Berankis | 257      | 7              |
| Australia     | James McCabe      | 281      | 8              |

* Ranking al 21 agosto 2023.

### Altri partecipanti
I seguenti giocatori hanno ricevuto una wild card per il tabellone principale:
- Li Hanwen
- Sun Fajing
- Te Rigele

I seguenti giocatori sono entrati in tabellone come alternate:
- Alafia Ayeni
- Rubin Statham

I seguenti giocatori sono passati dalle qualificazioni:
- Liu Hanyi
- Bai Yan
- Leonid Sheyngezikht
- Mikalai Haliak
- Xiao Linang
- Cui Jie

I seguenti giocatori sono entrati in tabellone come lucky loser:
- Colin Sinclair
- Yusuke Takahashi

## Punti e montepremi
| Torneo    | Torneo              | V      | F     | SF    | QF    | 2T    | 1T  | Q | Q2  | Q1  |
| Singolare | Punti               | 75     | 50    | 30    | 16    | 7     | 0   | 4 | 2   | 0   |
| Singolare | Premi in denaro ($) | 10,840 | 6,355 | 3,780 | 2,200 | 1,300 | 780 | – | 390 | 200 |
| Doppio    | Punti               | 75     | 50    | 30    | 16    | –     | 0   | – | –   | –   |
| Doppio    | Premi in denaro ($) | 4,645  | 2,700 | 1,630 | 965   | –     | 545 | – | –   | –   |

## Campioni

### Singolare
Térence Atmane ha sconfitto in finale  Mikalai Haliak con il punteggio di 6–1, 6–2.

### Doppio
Ray Ho /  Matthew Romios hanno sconfitto in finale  Francis Casey Alcantara /  Sun Fajing con il punteggio di 6–3, 6–4.